# Hemigymnus melapterus
El tamarín verde (Hemigymnus melapterus) es una especie de peces de la familia Labridae en el orden de los Perciformes.

## Morfología
Los machos pueden llegar alcanzar los 90 cm de longitud total.

## Distribución geográfica
Se encuentra desde el Mar Rojo y el África Oriental hasta la Micronesia y la Polinesia.